# Malínivka (Kramatorsk)
Malínivka (en ucraniano: Малинівка; en ruso: Малиновка, romanizado: Malínovka) es un pueblo ucraniano perteneciente al óblast de Donetsk. Situado en el este del país, forma parte del raión de Kramatorsk y del municipio (hromada) de Mikoláivka.

## Geografía
El río Bilenka II, afluente derecho del río Kazennyi Torets, atraviesa el pueblo.

## Historia
Malínivka se fundó a principios del siglo XIX.

## Demografía
Según el censo de 2001, la lengua materna de la mayoría de los habitantes, el 89,80%, es el ucraniano; del 8,16% es el ruso y del 1,67%, el bielorruso.

## Infraestructura

### Transporte
Por el pueblo pasan carreteras de importancia local С051411 (Nikonorivka - Malínivka) y С051417 (Pershomarivka - Malínivka - M03).